# Drijfzand

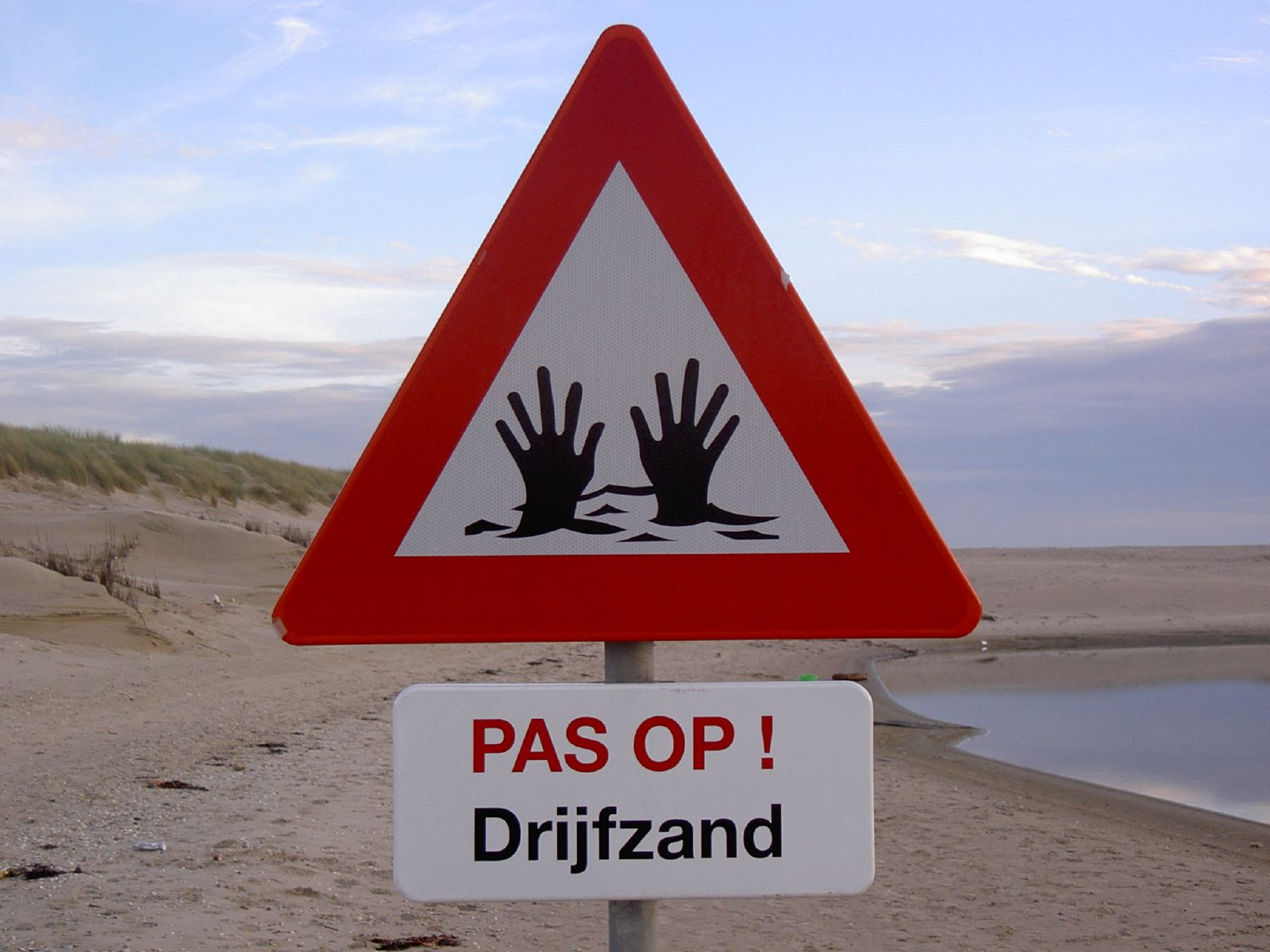
Waarschuwing op het strand

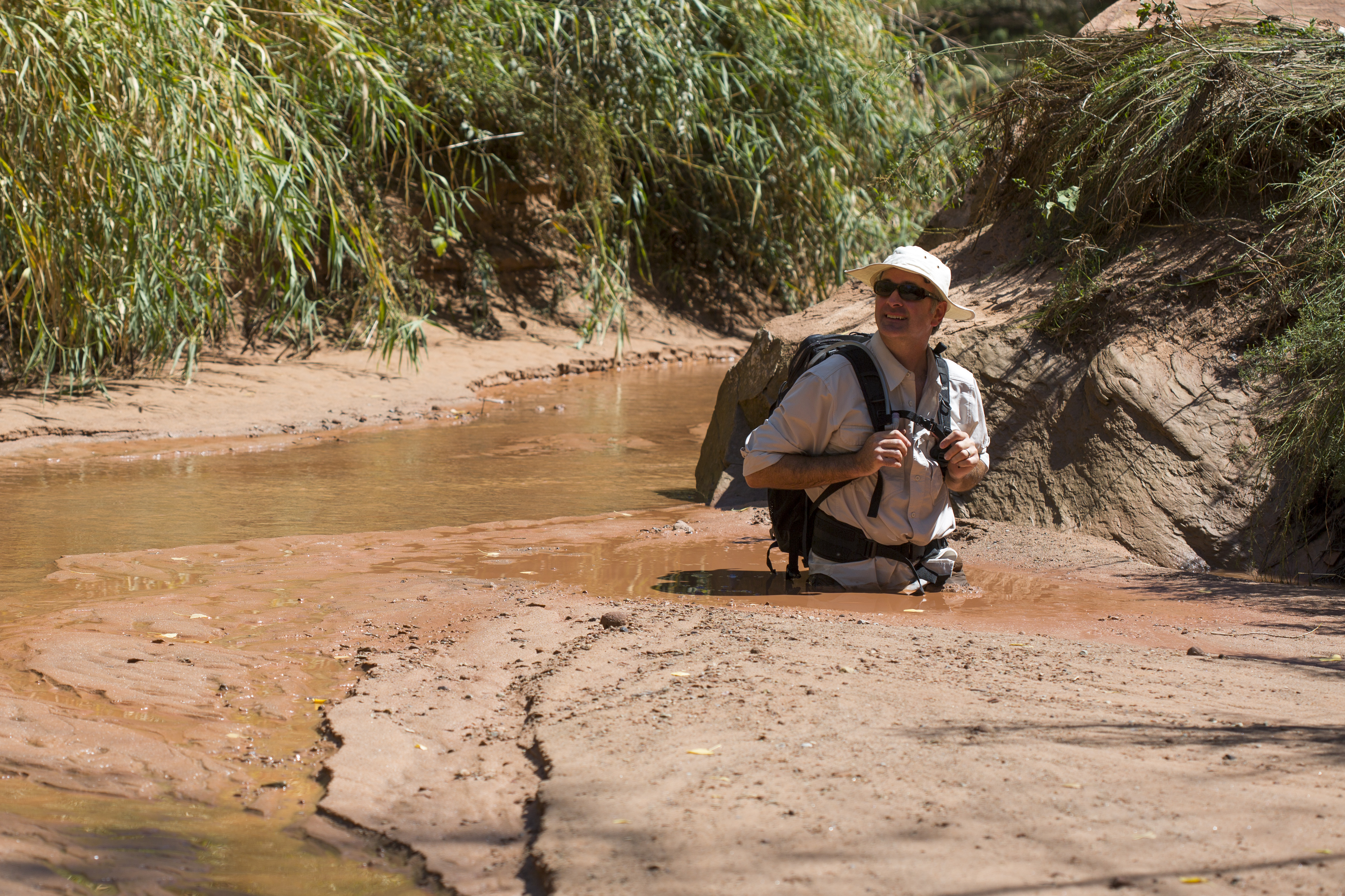
Drijfzand in Arches National Park

Drijfzand, kwikzand (verouderd) of welzand is een gel van korrelig materiaal zoals zand of klei en water. Drijfzand is zowel vloeibaar als een vaste stof. De viscositeit kan plotseling veranderen onder druk. Voor het proces van het ontstaan van drijfzand, zie dilatantie.
Desalniettemin geldt de wet van Archimedes; aangezien de dichtheid van drijfzand groter is dan van het menselijk lichaam, zullen mensen drijven in of op drijfzand. Wel is het, eenmaal terechtgekomen in drijfzand, erg lastig om er uit te komen. Zo helpt het niet om te proberen jezelf eruit te trekken door te "stampen" met de voeten. Dit resulteert enkel in het dieper zakken (tot zover als bepaald door de wet van Archimedes). Wel is het aan te raden om, indien mogelijk, plat op de rug te gaan liggen zodat de borstkas minder diep ligt, waardoor de druk lager is en ademhalen mogelijk blijft.
Drijfzand is in principe niet gevaarlijk, maar iemand die erin vast komt te zitten wordt kwetsbaar voor andere gevaren, bijvoorbeeld verhongering, overmatige blootstelling aan de zon, onderkoeling of op het strand verdrinking door de opkomende vloed.

## Droog drijfzand
Dit drijfvermogen geldt echter niet voor droog drijfzand. Droog drijfzand is een mengsel van lucht en fijn zand. Daardoor is de dichtheid te laag om mensen en dieren te kunnen dragen en zou men erin kunnen omkomen door verstikking, zoals bij verdrinking.